# 另类科技
另类科技（英語：Alt-tech）是一类网站、社交媒體平台和互联网服务供应商的的合称。它们一般定位为主流产品的替代品，通常执行宽松的内容管理政策，并在另类右派、極右派和其他主张極端和边缘观点的人中流行。这些群体最近扩大到包括许多保守派人士，他们已经被禁止或被从更主流的社交媒体平台上删除。许多该类平台将自己定位为言論自由和公民自由的保护者，往往是作为其极右翼用户群和反犹太主义的掩护。

## 历史
2010年代末至2020年，另类科技社交媒体平台的受欢迎程度有所上升。部分原因是的主流互联网公司对一些知名人士和组织进行了去平台化（Deplatforming） ，影子禁言（Shadow banning），和内容管理。另一个因素是一些政治右派认为这些技术公司在审查他们的观点。
在2017年8月夏洛蒂鎮举行的团结右翼集会集会后，Google，Facebook和Twitter之类的社交媒体巨头被批评没有遵守自己的服务条款。作为对批评的回应，这些公司开始拒绝给白人至上主义者提供平台。
希望而不是仇恨研究人员乔·穆尔霍尔（Joe Mulhall）认为，2018年“英国优先”和2019年汤米·罗宾逊被去平台化是导致部分英国社交媒体用户加入另类科技平台的两大事件。伊桑·祖克曼和钱德·拉金德拉-尼科鲁奇（Chand Rajendra-Nicolucci）指出，2018年8月阴谋论者亚历克斯·琼斯的去平台化事件是另类科技发展的另一关键时刻。另类科技平台在2021年1月又经历了一次用户增长，原因是美国总统唐納·川普和他的许多知名支持者在Twitter和其他平台上被暂停活动。而在2021年冲击美国国会大厦事件后，亚马逊云计算服务结束了对Parler的網頁寄存服務，导致其Parler下线。

## 评论
迪恩·弗里隆（Deen Freelon）及其同事在《科学》杂志上发表文章称，一些另类科技平台专门致力于服务右翼社区，并以4chan，8chan，Parler，Gab和BitChute为例。他们指出，其他平台则在“意识形态上更为中立”，例如Discord和Telegram。 研究人员还发现，极右翼极端分子所使用的另类科技平台也可以被用于动员和招募目的，这使得它们比单纯传播极端观点更加危险。

## 平台
| 类型                        | 公司名           | 注释                      |
| --------------------------- | ---------------- | ------------------------- |
| 微博（類似twitter）         | Gab              | [ 11 ] [ 1 ] [ 4 ] [ 18 ] |
| 微博（類似twitter）         | Parler           | [ 11 ] [ 2 ] [ 18 ]       |
| 微博（類似twitter）         | Truth Social     | [ 19 ] [ 20 ]             |
| 影片分享網站（類似YouTube） | BitChute         | [ 11 ] [ 18 ] [ 21 ]      |
| 影片分享網站（類似YouTube） | PewTube          | [ 1 ] [ 4 ]               |
| 影片分享網站（類似YouTube） | DTube            | [ 21 ]                    |
| 群眾募資                    | Hatreon (已下线) | [ 4 ] [ 15 ]              |
| 群眾募資                    | GoyFundMe        | [ 1 ]                     |
| 群眾募資                    | WeSearchr        | [ 3 ]                     |
| 社交網路服務（類似FB）      | Minds            | [ 18 ] [ 22 ]             |
| 社交網路服務（類似FB）      | MeWe             | [ 18 ]                    |
| 社交網路服務（類似FB）      | WrongThink       | [ 1 ]                     |
| 聚合器                      | TheDonald.win    | [ 23 ]                    |
| 聚合器                      | Voat (已下线)    | [ 3 ]                     |
| Wiki                        | Infogalactic     | [ 1 ] [ 3 ]               |
| 貼圖討論版                  | 4chan            | [ 11 ]                    |
| 貼圖討論版                  | 8chan            | [ 11 ] [ 22 ]             |
| 即時通訊                    | Discord          | [ 11 ] [ 24 ] [ 22 ]      |
| 即時通訊                    | Telegram         | [ 11 ] [ 22 ]             |
| 在線約會                    | WASP Love        | [ 1 ]                     |
| 粘贴版                      | JustPaste.it     | [ 25 ]                    |
| 域名注册商 網頁寄存服務     | Epik             | [ 5 ] [ 26 ]              |